# 塔索：悲叹与胜利
塔索：悲叹与胜利（Tasso: lamento e trionfo）是李斯特·费伦茨于1849年创作的交响诗，并在1850-51年和1854年再次修改。塔索：悲叹与胜利在他於魏玛时期创作的13首交响诗中被列为第二号。